# Thinornis cucullatus
Thinornis cucullatus là một loài chim trong họ Charadriidae.
Nó là loài đặc hữu của miền nam Australia và Tasmania, nơi nó sinh sống ở các bãi biển đại dương và đầm phá dưới biển. Có hai phân loài được công nhận, cả hai phân loại đều được phân loại là có nguy cơ tuyệt chủng.